# Lebeda růžová
Lebeda růžová (Atriplex rosea) je jednoletá, planě rostoucí rostlina, jeden z mnoha druhů širokého rodu lebeda. V minulosti byl tento archeofyt v České republice považován za běžnou plevelnou rostlinu rostoucí okolo lidských obydlí, v současnosti je to druh ohrožený vyhynutím.

## Rozšíření
Původ druhu je situován do jižní, střední a jihovýchodní Evropy a Pobaltí, jihozápadní Asie a na sever Afriky. Druhotně byl rozšířen do evropské části Ruska, Indie, Severní i Jižní Ameriky, na jih Afriky i na Nový Zéland. V České republice i v okolních středoevropských zemích je následkem intenzivních změn synantropních stanovišť silně na ústupu.

## Ekologie
Lebeda růžová je teplomilná rostlina požadující lehkou a propustnou půdu dostatečně zásobenou vápníkem, která může být i mírně zasolená. Její areál výskytu se pohybuje od nížin po pahorkatiny, upřednostňuje osluněná, suchá a teplá místa.
Byla šířena jako průvodce člověka okolo jeho venkovských sídel. Pravidelně se objevovala na mechanicky narušované minerální půdě v místech s výraznou plošnou erozí nebo častým sešlapem. Protože je sama konkurenčně slabý druh rostla obvykle v místech, kde byla omezena konkurence jiných rostlin. V současnosti se vyskytuje řídce a to nejčastěji v okolí cest, nádraží, v průmyslových areálech, na staveništích, na čerstvých haldách hlušiny a štěrkovitých substrátu.

## Popis
Jednoletá bylina s přímou nebo řidčeji poléhavou, bohatě větvenou, nažloutlou lodyhou vysokou 20 až 60 cm, která vyrůstá z kůlovitého kořene hluboko vnikajícího do půdy. Lodyžní, krátce řapíkaté listy s vejčitou čepelí vyrůstají střídavě, jsou masité a mají žilnatinu ze které výrazně vystupují tři žilky. Čepele spodních listů bývají dlouhé asi 6 cm a široké okolo 3 cm, po obvodě jsou vlnitě zubaté a na vrcholu tupě zašpičatělé. Horní listy mají delší řapíky, jsou kopinaté a často bývají celokrajné. Celá rostlina je porostlá drobnými, měchýřkovitými chloupky a vypadá jako šedavě pomoučená.
Řídká, oddáleně přetrhovaná květenství jsou tvořena jednopohlavnými květy v klubkách. Vesměs vyrůstají z úžlabí listů, bezlistá je pouze nejvrchnější část kratší než 3 cm. Klubka se obvykle skládající z jednoho samčího a pěti až deseti samičích květů. Samčí mají čtyř či pětičetná okvětí a stejný počet tyčinek. Samičí květy jsou bezobalné, mají semeník s krátkou čnělkou se dvěma bliznami; jsou obaleny dvěma blanitými listenci (krovkami), které jsou za plodu do třetiny srostlé. Krovky jsou kosníkovitě okrouhlé, kosočtvercovité až trojúhelníkovité, na bázi klínovité, v horní části drobně zubaté, asi 5 × 5 mm velké a mají růžové výrůstky. Odtud má rostlina i druhové jméno „růžová“.
Kvete od července do září, nenápadné květy jsou opylovány hmyzem nebo větrem. Plody jsou hnědé nebo černé, 2 až 3 mm dlouhé, bočně stlačené nažky. Ploidie druhu je 2n = 18.

## Možnost záměny
Lebedě růžové se nejvíce podobá lebeda tatarská, s kterou bývá často zaměňována. Rostlina lebedy tatarské olysává, má husté koncové květenství které je olistěno nanejvýše u báze a její krovky jsou bez výrůstků.

## Ohrožení
Vyskytuje se velmi řídce a nepravidelně, z mnohých míst zcela vymizela a naopak bývá zavlékána na nová stanoviště. Celkově je její četnost v přírodě hodnocena jako masivně ubývající. Proto je lebeda růžová v „Červeném seznamu cévnatých rostlin ČR z roku 2012“ zařazena mezi druhy kriticky ohrožené (C1t).